# Trujillanos FC
Trujillanos Fútbol Club – wenezuelski klub piłkarski, z siedzibą w mieście Valera, w stanie Trujillo. Klub gra obecnie w drugiej lidze wenezuelskiej i rozgrywa swe mecze na stadionie Estadio José Alberto Pérez.

## Osiągnięcia
- Wicemistrz Wenezueli (2): 1993/94, 2000/01